# 纵带箬鳎
纵带箬鳎（学名：Brachirus swinhonis）又名斯氏寬箬鰨、南海连鳍鳎，為輻鰭魚綱鰈形目鰨亞目鰨科的其中一種，為熱帶海水魚，分布於西太平洋南中國海海域，是中国的特有物种。分布于香港等。该物种的模式产地在香港。這種魚類棲息在底層水域，生活習性不明。